# Parepare
Parepare (eller Pare-Pare) er en by i provinsen Sydsulawesi på Sulawesi i Indonesien med et indbyggertal på 129.542 (2010). Den er den næststørste by i provinsen.